# El Pobo de Dueñas
El Pobo de Dueñas ist ein Ort und eine Gemeinde (municipio) mit 99 Einwohnern (Stand: 2024) im Nordosten der Provinz Guadalajara in der Autonomen Gemeinschaft Kastilien-La Mancha in Zentralspanien.

## Lage und Klima
El Pobo de Dueñas liegt im Iberischen Gebirge im Osten der Provinz Guadalajara in einer Höhe von 1260 m. Die Entfernung zur westsüdwestlich gelegenen Provinzhauptstadt Guadalajara beträgt ca. 110 Kilometer (Fahrtstrecke). Das Klima ist warm und gemäßigt; innerhalb eines Jahres fallen 585 mm Niederschlag.

## Bevölkerungsentwicklung
| Jahr      | 1960 | 1970 | 1981 | 1991 | 2001 | 2011 | 2021 |
| Einwohner | 550  | 338  | 228  | 184  | 153  | 141  | 103  |

## Sehenswürdigkeiten
- Kirche Mariä Himmelfahrt
- Marienkapelle